# Eurodryas geminifasciata
Eurodryas geminifasciata är en fjärilsart som beskrevs av Cabeau 1927. Eurodryas geminifasciata ingår i släktet Eurodryas och familjen praktfjärilar. Inga underarter finns listade i Catalogue of Life.